# Tehnička analiza
Tehnička analiza (eng. technical analysis) predstavlja metodu evaluacije vrijednosnica pomoću analize statistika dobivenih iz aktivnosti tržišta, poput povijesnih podataka i volumena trgovanja. 
Analitičari tehničke analize ne pokušavaju mjeriti nespoznatljive, intrizične vrijednosti dionica, nego umjesto toga koriste grafove i ostale alate u cilju utvrđivanja paterni koje predviđaju buduća tržišna kretanja. 
Analitičari tehničke analize vjeruju da povijesna izvedba i kretanje kako tržišta tako i dionica mogu služiti kao indikator budućih kretanja. Tehnička se analiza razlikuje od fundamentalne, utoliko što ignorira konkretnu prirodu i "ponašanje" poduzeća ili tržišta i temelji se isključivo na analizi grafikona, tj. na informacijama dobivenim na temelju cijene i volumena, dok se fundamentalna analiza osvrće na fundamentale poduzeća ili tržišta. 
Metode tehničke analize zasnivaju se na logici koja tvrdi da je ponašanje ulagača predvidljivo, te da će gotovo svi iskusni investitori kupovati dionice u uzlaznom trendu, a prodavati u silaznom. Trendovi u kretanju cijena dionica dobivaju se analizom grafova povijesnih kretanja cijena dionica. Grafikoni prikazuju takve povijesne trendove u kretanju cijena, dok tehnička analiza pokušava riješiti problem "predviđanja" trenutka promjene prevladavajućeg trenda, tj. promjene sentimenta investitora. 
Na taj se način tehnička analiza veže uz pojam "efikasnosti" tržišta, što se u suštini odnosi na ranije navedenu karakteristiku tržišta koja pretpostavlja da su investitori racionalni, upoznati s promatranim poduzećem (dionicom), te da svi imaju pristup istim informacijama o svakom poduzeću. Sukladno tome alati tehničke analize najlakše se provode na dionicama koja su likvidne, te samim time i efikasnije, dok u slučaju nelikvidnih dionica, na trend kretanja cijena u velikoj mjeri utječu razlike u kupovnoj i prodajnoj cijeni, a ne sentiment tržišta.